# Omloop Het Nieuwsblad 2018
73. ročník jednodenního cyklistického závodu Omloop Het Nieuwsblad se konal 24. února 2018 v Belgii. Závod dlouhý 196,2 km vyhrál Dán Michael Valgren z týmu Astana. Na druhém a třetím místě se umístili Polák Łukasz Wiśniowski (Team Sky) a Sep Vanmarcke (EF Education First–Drapac p/b Cannondale).

## Týmy
Závodu se zúčastnilo celkem 25 týmů, včetně 17 UCI WorldTeamů a 8 UCI Professional Continental týmů. Každý tým přijel se sedmi jezdci, na start se celkem postavilo 175 jezdců. Do cíle v Meerbeke dojelo 98 jezdců.
UCI WorldTeamy
- AG2R La Mondiale
- Astana
- Bahrain–Merida
- BMC Racing Team
- Bora–Hansgrohe
- EF Education First–Drapac p/b Cannondale
- Groupama–FDJ
- LottoNL–Jumbo
- Lotto–Soudal
- Mitchelton–Scott
- Quick-Step Floors
- Team Dimension Data
- Team Katusha–Alpecin
- Team Sky
- Team Sunweb
- Trek–Segafredo
- UAE Team Emirates

UCI Professional Continental týmy
- Cofidis
- Fortuneo–Samsic
- Roompot–Nederlandse Loterij
- Sport Vlaanderen–Baloise
- Vérandas Willems–Crelan
- Vital Concept
- Wanty–Groupe Gobert
- WB Aqua Protect Veranclassic

## Výsledky
| Pořadí | Jezdec                   | Tým                                      | Čas        |
| ------ | ------------------------ | ---------------------------------------- | ---------- |
| 1      | Michael Valgren (DEN)    | Astana                                   | 4h 50' 14" |
| 2      | Łukasz Wiśniowski (POL)  | Team Sky                                 | + 12"      |
| 3      | Sep Vanmarcke (BEL)      | EF Education First–Drapac p/b Cannondale | + 12"      |
| 4      | Jasper Stuyven (BEL)     | Trek–Segafredo                           | + 12"      |
| 5      | Philippe Gilbert (BEL)   | Quick-Step Floors                        | + 12"      |
| 6      | Edward Theuns (BEL)      | Team Sunweb                              | + 12"      |
| 7      | Bert Van Lerberghe (BEL) | Cofidis                                  | + 12"      |
| 8      | Sonny Colbrelli (ITA)    | Bahrain–Merida                           | + 12"      |
| 9      | Arnaud Démare (FRA)      | FDJ                                      | + 12"      |
| 10     | Marcus Burghart (GER)    | Bora–Hansgrohe                           | + 12"      |